# Wielichowo
Wielichowo é um município da Polônia, na voivodia da Grande Polônia e no condado de Grodzisk Wielkopolski. Estende-se por uma área de 1,24 km², com 1 758 habitantes, segundo os censos de 2016, com uma densidade de 1417,7 hab/km².